# Krkanec
Krkanec is een plaats in de gemeente Vidovec in de Kroatische provincie Varaždin. De plaats telt 281 inwoners (2001).